# Gallischer Sandlaufkäfer

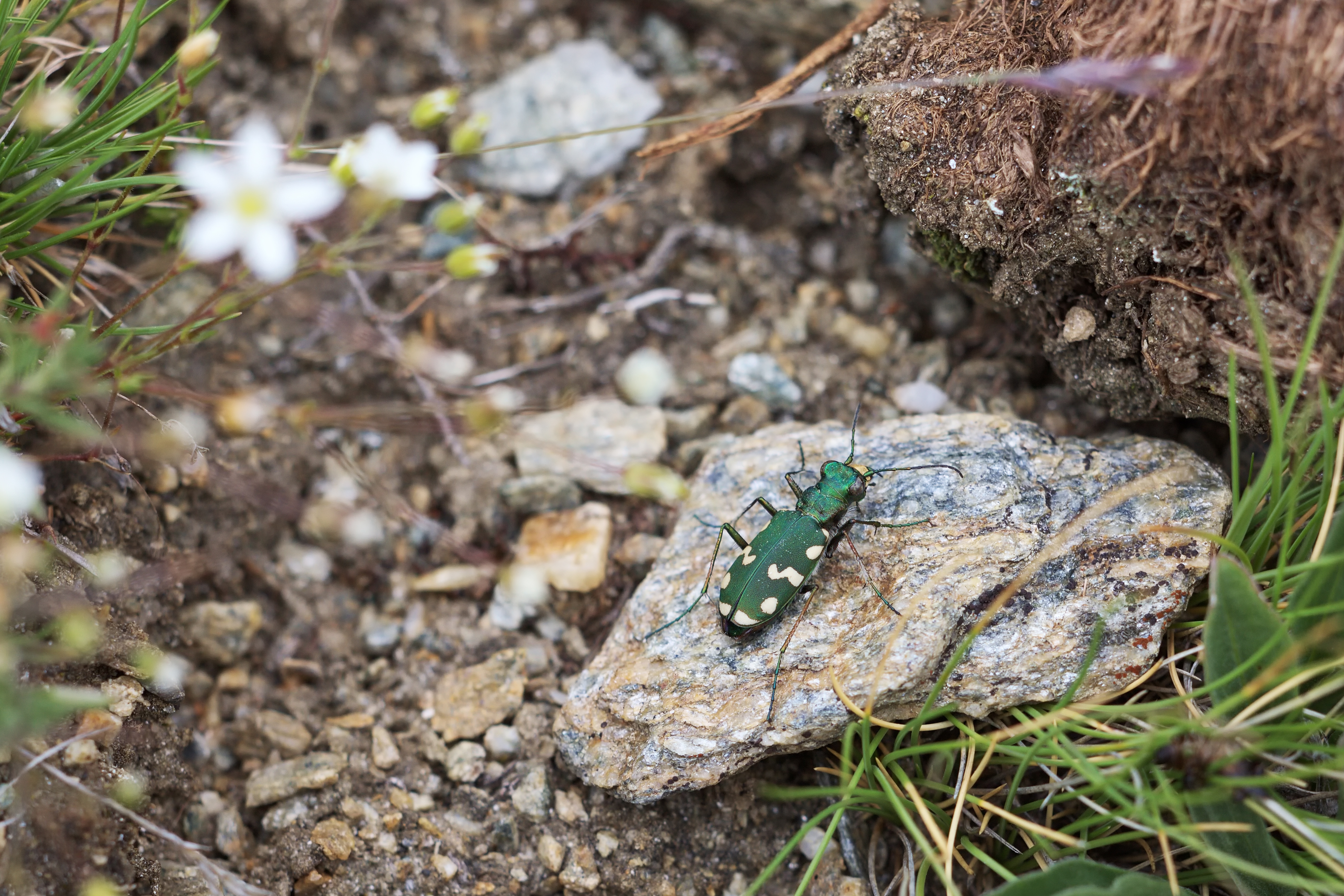
Ein Gallischer Sandlaufkäfer in den Walliser Alpen.

Der Gallische Sandlaufkäfer (Cicindela gallica) ist ein Laufkäfer aus der Unterfamilie der Sandlaufkäfer (Cicindelinae).

## Merkmale
Die Käfer werden 11 bis 15 Millimeter lang. Die Deckflügel sind leuchtend grün gefärbt und haben weiße Zackenbinden (Flecken). Sie sehen dem Feld-Sandlaufkäfer (C. campestris) sehr ähnlich, die hellen Flecken auf den Deckflügeln sind aber unterschiedlich angeordnet. Vor allem der Apikalmakel an der Spitze der Deckflügel besteht in der Regel aus zwei einzelnen Flecken. Auch ist beim Gallischen Sandlaufkäfer das erste Fühlerglied komplett weiß behaart, statt nur an der Spitze, wie bei der ähnlichen Art. Die Labialpalpen sind komplett metallisch dunkel gefärbt.

## Vorkommen
Die Tiere sind im ganzen Alpenraum, insbesondere den Westalpen verbreitet. Sie leben auf alpinen Matten und offenen Erosionsflächen oberhalb der Waldgrenze bis unterhalb der Schneefelder in einer Höhe von 1.500 bis 2.800 Metern.

## Lebensweise
Die Art ist gut an Kälte angepasst und kann deswegen noch Ende Oktober an sonnigen Hängen und nach der Überwinterung schon Anfang Juni neben großflächigen Schneefeldern gefunden werden.